# Zeta Leporis
Zeta Leporis (ζ Lep) – gwiazda w gwiazdozbiorze Zająca o typie widmowym A2 IV-V. Znajduje się około 71 lat świetlnych od Słońca. Otacza ją rozległy pas planetoid.

## Charakterystyka obserwacyjna
Obecnie Zeta Leporis jest gwiazdą o wielkości gwiazdowej 3,5m, widoczną gołym okiem, ale niespecjalnie wyróżniającą się jasnością. Według pomiarów sondy Hipparcos w okresie od 1,08 miliona do 950 tysięcy lat temu była najjaśniejszą (po Słońcu) gwiazdą ziemskiego nieba. Jej obserwowana wielkość gwiazdowa sięgnęła −2,05m, kiedy gwiazda przeszła w odległości 5,3 roku świetlnego od Układu Słonecznego; była zatem bliższa i jaśniejsza niż obecnie Syriusz.

## Charakterystyka fizyczna
Zeta Leporis należy do typu widmowego A, jest jaśniejsza i gorętsza od Słońca. Jest to młoda gwiazda, której wiek szacowany jest na od 50 do 347 milionów lat. Gwiazda bardzo szybko wiruje wokół własnej osi, obracając się w tempie około czterech razy na dobę, co skutkuje jej spłaszczeniem.
Podobnie jak w przypadku Wegi, z kierunku tej gwiazdy dociera nadwyżka promieniowania podczerwonego, która świadczy o istnieniu okrążającego ją dysku pyłowego. Średnia temperatura pyłu jest wysoka, około 340 K. Jako że ziarna pyłu według obliczeń powinny opaść na gwiazdę w czasie krótszym niż 20 tysięcy lat, pył nie jest pozostałością z czasu formowania się gwiazdy, ale pochodzi z późniejszych zdarzeń, takich jak kolizje planetoid. W 2001 roku ustalono, że gwiazdę otacza pas materii skalnej i pyłowej, podobny do pasa planetoid w Układzie Słonecznym. Ocenia się, że masa pasa planetoid wokół Zety Leporis może być około 200 razy większa niż masa pasa w Układzie Słonecznym. Planetoidy krążą pomiędzy 2,5 a 12,2 au wokół gwiazdy. Późniejsza praca wskazywała na obecność dwóch pierścieni, leżących w odległościach 2–4 au i 4–8 au wokół gwiazdy; nie ma pewności, że są one fizycznie rozdzielone.
Na razie nie są znane żadne planety okrążające tę gwiazdę.